# نابرژنی (شهرستان بیژبولیاکسکی، باشقیرستان)
نابرژنی (انگلیسی: Naberezhny, Bizhbulyaksky District, Republic of Bashkortostan) یک شهرک در شهرستان بیژبولیاکسکی باشقیرستان کشور روسیه است.